# Frétigny
Frétigny és un municipi francès, situat al departament de l'Eure i Loir i a la regió de Centre – Vall del Loira. L'any 2007 tenia 473 habitants.

## Demografia

### Població
El 2007 la població de fet de Frétigny era de 473 persones. Hi havia 196 famílies, de les quals 64 eren unipersonals (36 homes vivint sols i 28 dones vivint soles), 64 parelles sense fills, 52 parelles amb fills i 16 famílies monoparentals amb fills.
La població ha evolucionat segons el següent gràfic:
Habitants censats

### Habitatges
El 2007 hi havia 328 habitatges, 206 eren l'habitatge principal de la família, 108 eren segones residències i 13 estaven desocupats. 321 eren cases i 2 eren apartaments. Dels 206 habitatges principals, 168 estaven ocupats pels seus propietaris, 30 estaven llogats i ocupats pels llogaters i 9 estaven cedits a títol gratuït; 1 tenia una cambra, 29 en tenien dues, 66 en tenien tres, 56 en tenien quatre i 55 en tenien cinc o més. 140 habitatges disposaven pel capbaix d'una plaça de pàrquing. A 93 habitatges hi havia un automòbil i a 79 n'hi havia dos o més.

### Piràmide de població
La piràmide de població per edats i sexe el 2009 era:
| Homes | Edats   | Dones |
| ----- | ------- | ----- |
| 0     | 95 o +  | 0     |
| 4     | 90 a 94 | 8     |
| 4     | 85 a 89 | 0     |
| 12    | 80 a 84 | 8     |
| 16    | 75 a 79 | 12    |
| 8     | 70 a 74 | 12    |
| 12    | 65 a 69 | 8     |
| 20    | 60 a 64 | 8     |
| 4     | 55 a 59 | 16    |
| 20    | 50 a 54 | 16    |
| 28    | 45 a 49 | 16    |
| 12    | 40 a 44 | 24    |
| 12    | 35 a 39 | 4     |
| 8     | 30 a 34 | 8     |
| 12    | 25 a 29 | 0     |
| 0     | 20 a 24 | 12    |
| 4     | 15 a 19 | 8     |
| 16    | 10 a 14 | 20    |
| 16    | 5 a 9   | 8     |
| 4     | 0 a 4   | 4     |

## Economia
El 2007 la població en edat de treballar era de 291 persones, 207 eren actives i 84 eren inactives. De les 207 persones actives 202 estaven ocupades (117 homes i 85 dones) i 5 estaven aturades (1 home i 4 dones). De les 84 persones inactives 30 estaven jubilades, 22 estaven estudiant i 32 estaven classificades com a «altres inactius».

### Ingressos
El 2009 a Frétigny hi havia 216 unitats fiscals que integraven 500 persones, la mediana anual d'ingressos fiscals per persona era de 17.889 €.

### Activitats econòmiques
Dels 30 establiments que hi havia el 2007, 1 era d'una empresa de fabricació de material elèctric, 3 d'empreses de fabricació d'altres productes industrials, 4 d'empreses de construcció, 9 d'empreses de comerç i reparació d'automòbils, 1 d'una empresa d'hostatgeria i restauració, 1 d'una empresa d'informació i comunicació, 2 d'empreses financeres, 1 d'una empresa immobiliària, 2 d'empreses de serveis, 3 d'entitats de l'administració pública i 3 d'empreses classificades com a «altres activitats de serveis».
Dels 6 establiments de servei als particulars que hi havia el 2009, 2 eren tallers de reparació d'automòbils i de material agrícola, 1 paleta, 1 lampisteria, 1 restaurant i 1 saló de bellesa.
Dels 2 establiments comercials que hi havia el 2009, 1 era una botiga de roba i 1 una botiga de mobles.
L'any 2000 a Frétigny hi havia 28 explotacions agrícoles que ocupaven un total de 1.020 hectàrees.

## Equipaments sanitaris i escolars
El 2009 hi havia una escola elemental integrada dins d'un grup escolar amb les comunes properes formant una escola dispersa.

## Poblacions properes
El següent diagrama mostra les poblacions més properes.